# فهرست اصطلاحات کشتی کج

## A
رویدادی که در آن بزرگ‌ترین ستارگان کمپانی به مصاف هم می‌روند.
گروهی از بزرگ‌ترین ستارگان یک کمپانی کشتی حرفه‌ای که در یک مسابقه سطح A با هم مبارزه می‌کنند. (در مقایسه با B-Team)
به اتمام رساندن یک دشمنی یا داستان بین دو کشتی‌گیر، معمولاً بدون هیچ توضیحی و به دلیل عدم بازخورد مورد نظر از سوی تماشاگران.
مدیر برنامه یک کشتی‌گیر، که اغلب خودش هم قبلاً کشتی‌گیر بوده‌است. او برای موکّل خود مسابقات را تنظیم می‌کند یا گاهی به ورزشکاران تازه‌کار تمرین می‌دهد و سعی می‌کند تا آن‌ها را به سطح اول کمپانی برساند و گاهی هم به نقد می‌پردازد.
داستان طراحی شده برای دو کشتی‌گیر. این داستان اغلب با حمله یک کشتی‌گیر به دیگری (فیزیکی یا کلامی) آغاز می‌شود و کشتی‌گیر دوم تصمیم بر انتقام می‌گیرد. این داستان پیش آمده می‌تواند در حد یک مسابقه باشد یا حتی سال‌ها به طول بینجامد. کم پیش می‌آید که در وسط یک داستان قرارداد یک کشتی‌گیر فسخ شود.

## B
رویدادی در کشتی حرفه‌ای که ورزشکاران متوسط یا سطح پایین‌تر در آن به مصاف هم می‌روند. البته گاهی ممکن است یک کشتی‌گیر مشهور در این گونه رویدادها بازگشت (به کمپانی و به رینگ) داشته باشد یا قصد بازنشستگی داشته باشد.
گروهی از بزرگ‌ترین ستارگان یک کمپانی کشتی حرفه‌ای که در یک مسابقه سطح B با هم مبارزه می‌کنند. (در مقایسه با A-Team)
کشتی‌گیری که در جایگاه محبوبی بین تماشاگران و هواداران کشتی حرفه‌ای قرار دارد؛ به او "Face" هم می‌گویند.
وضعیتی که در آن یک کشتی‌گیر یا اجراکننده مورد ضرب و شتم قرار می‌گیرد؛ معمولاً توسط چند نفر از دیگر کشتی‌گیران.
وقتی بدن (بیشتر سَر و پیشانی) یک کشتی‌گیر دچار خون‌ریزی می‌شود و او آن را بزرگ‌نمایی می‌کند تا نشان دهد خون زیادی از وی رفته‌است.
تگی که در یک مسابقه تگ تیم اتفاق می‌افتد به این صورت که خود کشتی‌گیر درون رینگ مایل به تگ شدن نبوده یا اصلاً متوجه تگ شدن نمی‌شود. معمولاً زمانی رخ می‌دهد که فرد درون رینگ در گوشه رینگ و پشت به یار خودش است.
آخرین مسابقه از یک سری دشمنی موجود بین دو نفر؛ بعد از این مسابقه هر کدام از دو کشتی‌گیر وارد دشمنی جدیدی با یک کشتی‌گیر دیگر می‌شوند.
خستگی زیاد طی یک مسابقه.
تعیین و برنامه‌ریزی مسابقات برای دشمنی موجود بین دو کشتی‌گیر. شخص مورد نظر "Booker" خوانده می‌شود. این اصطلاح معادل فیلم‌نامه‌نویس است.
بعضی از قسمت‌هایی از برنامه را که از قبل طراحی شده بخاطر اشتباه یا هر چیزی، به یک صورت دیگر بیان کردن.
مساوی شدن مسابقه بخاطر پایان یافتن زمان.
کشتی حرفه‌ای؛ به جای واژگان "حرفه" و "ورزش".
اصطلاحی که گزارشگران برای بزرگنمایی خون ریزی پیشانی ورزشکاران استفاده می‌کنند.

## C
رویدادی که سطح پایین‌ترین ورزشکاران یک کمپانی با هم مسابقه می‌دهند. اصطلاحی است که اغلب به صورت تحقیرآمیز به کار می‌رود.
دادن دستورالعمل مسابقه به ورزشکاران.
ترتیب چینش مسابقات یک رویداد.
اقدام یک کشتی‌گیر حرفه‌ای به هدایت یک تازه‌کار در یک مسابقه. همچنین به طرز کار یک حرفه‌ای گفته می‌شود وقتی او قصد دارد بازیکن ضعیف و تازه‌کار را قوی جلوه دهد.
به وجد آوردن واکنش منفی تماشاگران مخصوصاً با توهین به آن‌ها یا با آوردن مسایل بی‌ربط به کشتی (مثلاً مسخره کردن شهری که مسابقات در آن انجام می‌شود یا مسخره کردن تیم آن شهر با پوشیدن لباس تیم حریف آن شهر؛ مانند پوشیدن لباس تیم یانکیز در شهر بوستون).
به وجد آوردن احساسات و واکنش مثبت تماشاگران با تعریف از شهر آن‌ها و تیم باشگاهی شهرشان و…
یک تاکتیک حقه‌بازانه؛ مثلاً زدن ضربه غیرقانونی(Low Blow) یا کمک گرفتن به هرنوعی از خارج رینگ در جهت برتری بر حریف.
خون‌ریزی کردن. بیشتر در کشتی حرفه‌ای بریتانیا پیش می‌آید.
پایان یافتن مسابقه بدون حقه یا دخالت خارجی که معمولاً در وسط رینگ اتفاق میفتد.
میزان خون‌ریزی در یک مسابقه.
چهره‌ای که پر از خون و شبیه یک ماسک شده.

## D
مسابقه‌ای در یک رویداد تلویزیونی که به هیچ وجه پخش تلویزیونی نمی‌شود. دارک مَچِ پیش از مسابقات برای تست کردن بازیکنان جدید انجام می‌شود و دارک مَچِ پس از مسابقات با حضور چندی از بازیکنان سطح اول برگزار شده و برای این است که بلیط بیشتری فروخته شود و تماشاگران با خوشحالی ورزشگاه را ترک کنند، بدون اینکه به داستانهای اصلی برنامه خدشه‌ای وارد شود.